# Ласи
„Ласи“ е роман от английския писател Ерик Найт, издаден през 1940 г. Разказва се за историята на едно шотландско коли, което изминава повече от хиляда километра, за да се върне при своя стопанин.